# Aliaksandr Rabuixenka
Aliaksandr Rabuixenka (en belarús: Аляксандр Рабушэнка) (12 d'octubre de 1995) és un ciclista belarús. El 2016 es proclamà Campió d'Europa sub-23 en ruta. Actualment milita amb l'UCI WorldTeam Astana Qazaqstan Team.

## Palmarès
- 2013
  - Vencedor d'una etapa al Giro de Basilicata
- 2016
  -  Campió d'Europa sub-23 en Ruta
  - 1r a la Bassano-Monte Grappa
  - 1r al Gran Premi Ciutat de Felino
  - 1r al Trofeu Sportivi di Briga
  - 1r al Giro del Casentino
  - 1r a la Coppa Collecchio
  - 1r al Trofeu Learco Guerra
- 2017
  - 1r al Giro del Belvedere
  - 1r a la Bassano-Monte Grappa
  - 1r al Piccolo Giro de Llombardia
  - 1r al Trofeu Tempestini Ledo
  - 1r al Trofeu Learco Guerra
  - Vencedor d'una etapa a la Toscana-Terra de ciclisme
  - Vencedor d'una etapa del Giro Ciclistico d'Itàlia
- 2019
  - 1r a la Coppa Agostoni

### Resultats a la Volta a Espanya
- 2020. 90è de la classificació general

### Resultats al Tour de França
- 2022. 97è de la classificació general